# Markgrevskabet Østrig
Markgrevskabet Østrig er en betegnelse for Østrig i perioden 976 – 1156. Markgrevskabet kaldes også Marchia Orientalis på latin eller Ostmark på tysk.
Den første grænsemark, som dækkede et område svarende nogenlunde til det nuværende Østrig og Slovenien, var Avarermarken etableret af Karl den Store i slutningen af det 8. århundrede som beskyttelse mod avarerne. Da avarernes rige i 820'erne forsvandt, blev de efterhånden optaget i den slaviske befolkning, som etablerede Stormähren. Pannonien blev løsrevet fra Hertugdømmet Friuli i 828 og blev etableret som en grænsemark mod Mähren i hertugdømmet Bayern. Den pannoniske mark ser ud til at være forsvundet igen i 890'erne sammen med truslen fra Stormähren.
I 976 gennemfører kejser Otto II. en territorial reform i Bayern og opretter bl.a. en ny grænsemark, der kaldes Marchia Orientalis. Grænsemarken forlenes til Leopold I. af Babenberg-slægten. I 996 beskrives denne grænsemark i et officielt dokument som in regione vulgari vocabulo Ostarrîchi in marcha et in comitatu Heinrici comitis filii Luitpaldi marchionis. Oversat betyder det: i det område, der i folkemunde hedder Østrig, og som ligger i Leopolds søn grev Heinrichs mark og grevskab. Ostarrîchi er den første form af navnet, der senere skal blive til Österreich eller Østrig på dansk.
Dette tidligere markgrevskab var beboet af seks slaviske folk og romansk-tyske folk, som talte et rætoromansk sprog, der minder om det ladino, der i dag tales i det nordvestlige Italien og i Schweiz. Geografisk var marken afgrænset nogenlunde svarende til det nuværende Niederösterreich. Hovedbyen var Sankt Pölten, men senere blev Wien den betydningsfuldeste by.
Den første markgreve var Leopold I. af Babenberg-huset. Han residerede sandsynligvis i Pöchlarn, men det er også muligt, at det var i Melk, hvorfra de senere herskere regerede. Den oprindelige mark dækkede et område, der geografisk svarer til det nuværende Wachau, men kort efter blev det udvidet mod øst til Wienerwald. Under markgreven Ernst af Østrig begyndte beboelsen af Waldviertel i det nuværende Niederösterreich og de böhmiske og ungarske marker blev forenet med Østrig.
Markgrevskabet Østrig nåede sit højdepunkt under Leopold III, der bl.a. grundlagde mange kirker og klostre. Han etablerede byer og skabte større territorial uafhængighed. I 1139 arvede Leopold IV. Bayern. Da hans efterfølger Henrik II. fik frataget Bayern i 1156, blev Østrig i stedet ophøjet til hertugdømme med Privilegium Minus udstedt af Frederik Barbarossa. Fra 1156 overgik Østrig historisk til epoken som Hertugdømmet Østrig, der varede frem til 1453.
48°13′N 16°22′Ø / 48.22°N 16.37°Ø